# Eva Duijvestein
Eva Duijvestein (Delft, 19 december 1976) is een Nederlandse actrice.

## Levensloop
Duijvestein is een dochter van Kees Duijvestein, emeritus-hoogleraar milieutechnisch ontwerpen aan de Technische Universiteit Delft. Na de basisschool volgde Duijvestein het vwo aan het Haags Montessori Lyceum. In de vijfde klas werd de actrice uitgekozen voor de rol van rijkeluisdochter Reina de Zeeuw in Onderweg naar Morgen. In verband met haar eindexamens besloot Duijvestein na een jaar haar contract niet te verlengen. Nadat ze haar vwo-diploma had behaald, volgde ze een opleiding aan de Toneelschool van Arnhem.
Tijdens haar opleiding aan de toneelschool speelde Duijvestein eind jaren negentig gastrollen in M'n dochter en ik, SamSam en 12 steden, 13 ongelukken. In het najaar van 2001 werd zij door Janusz Gosschalk gecast voor de rol van Floor de Wit in het familiedrama Meiden van De Wit. Voor deze rol werd ze bekroond met een Gouden Beeld in de categorie Beste Actrice. De serie werd in 2005 stopgezet na drie seizoenen. Na afloop van Meiden van De Wit werd Duijvestein gevraagd voor de actieserie Parels & Zwijnen, waarin zij de rol van Daisy speelde. De serie werd geen succes, mede doordat het werd uitgezonden op televisiezender Talpa. 
Na het debacle van Parels & Zwijnen was Duijvestein lange tijd voornamelijk op het witte doek en in het theater te vinden. Ze speelde mee in de films Vox populi, Kicks en Eilandgasten. Duijvestein speelde eveneens toneelstukken bij Toneelgroep Oostpool. In 2009 keerde ze terug op televisie met de ondersteunende rol van receptioniste Tara in De co-assistent. Duijvestein zou twee seizoenen de rol vertolken. Na haar vertrek uit De Co-assistent was ze te zien in In therapie (2011), Penoza (2012) en Flikken Maastricht (2013). In 2015 had ze een hoofdrol in de serie Gouden Bergen.
Duijvestein is sinds september 2010 getrouwd met cabaretier Jan Jaap van der Wal. In april 2017 werd hun zoon geboren.

## Rollen

### Film
- 2004 - Simon (als Ellen)
- 2004 - Poot! (als Tara)
- 2005 - Eilandgasten (als Dana)
- 2007 - Kicks (als Lisette)
- 2008 - Vox Populi (als Aimee)
- 2009 - Val Dood! (als Chantal)
- 2013 - LICHT TOE.1 ( Dominique)
- 2013 - Bro's Before Ho's (als Helma)
- 2014 - Oorlogsgeheimen (als Moeder Ramakers)
- 2014 - Wonderbroeders
- 2015 - Rendez vous (als Rita)
- 2015 - De Grote Zwaen (als Lisa)
- 2017 - 100% Coco (film) (als Moeder Coco)

### Televisie
- Oppassen!!! - Eva (1993)
- Onderweg naar Morgen - Reina de Zeeuw  (#1)  (1994-1995)
- SamSam - Floor (1997)
- 12 steden, 13 ongelukken - Floor (1998)
- Meiden van De Wit - Floor de Wit (2002-2005)
- Parels & Zwijnen - Daisy (2005-2006)
- Stille getuigen - pathologe Jessica (pilot; 2007)
- De co-assistent - Tara (2009-2010)
- In therapie -  Lizzy van Veen-Smit (2011)
- Penoza II - Pamela Ooms (2012-2013)
- Flikken Maastricht - Eline Samuels(2013)
- Heer & Meester - Aimee de Beaufort (2014)
- Divorce - Eva van Munster (2014)
- Gouden Bergen - Eline Wolters (2015)
- Weemoedt - Juliet Trispel (2016)

### Toneel
- De Theatercompagnie - De Naam (2004)
- Mighty Society - Mighty Society 3 (2005)
- Het Nationale Toneel - Closer (2005)
- Annette Speelt - De eeuw van mijn dochter (2006/2007)
- MGA - Sleep, Fuck and Die (2007/2008)
- Toneelgroep Oostpool - Wat het lichaam niet vergeet (2008)
- Rick Engelkes Producties/MTV - Extreem! (2009/2010)
- Monk - SoyBomb2: Noord (2010/2011)
- Noord Nederlands Toneel - Dood en zo (2017)